# ハポエル・ハツァイル
ハポエル・ハツァイル（ヘブライ語: הפועל הצעיר）は、かつてパレスチナに存在した労働シオニズム政党。1905年にパレスチナ初の労働者政党として設立され、1930年にアフドゥト・ハアヴォダと合同してマパイを結成した。
ハポエル・ハツァイルとはヘブライ語で「若き労働者」を意味する。ハポエル・ハツァイルは第二次アリーヤーでパレスチナに到着した東欧出身のユダヤ人らによって設立された。ポアレ・ツィオンやその後継であるアフドゥト・ハアヴォダなどの労働シオニズム政党と競合を繰り広げたが、次第に両党の距離は縮まり、1930年に新たな政党であるマパイを設立するかたちでアフドゥト・ハアヴォダと合併した。
ハポエル・ハツァイルは農業労働者や都市部の知識層、海外のシオニストからの支持を受けていた。また、平和主義と非暴力主義を掲げていたことでも知られる。

## 名称
ハポエル・ハツァイルとはヘブライ語で「若き労働者」を意味する。このことから、ハポエル・ハツァイルは「青年労働者党」とも呼称される。

## 歴史

### 背景
1904年よりパレスチナに第二次アリーヤーが到着し始めた。第二次アリーヤーはロシアやポーランドなど東欧の中流・下位階級出身の青年男女が中心であった。彼らはパレスチナにおいて社会主義社会の建設を目標としていた。しかし、第二次アリーヤーの初期にパレスチナに到着したユダヤ人の80%以上は数か月以内にロシアに戻るかアメリカへ向かった。このうちパレスチナに残った第2次アリーヤーの東欧出身のユダヤ人が労働シオニズムの中核を担うこととなった。

### 設立

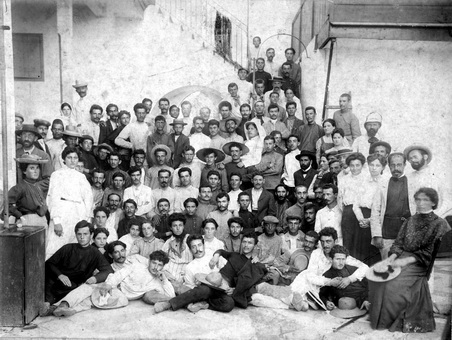
ハポエル・ハツァイル創設時の集合写真

ハポエル・ハツァイルは、1905年の冬にA・D・ゴルドンやヨーゼフ・アーロノヴィッツ、ヨーゼフ・スプリンツァクらによって設立された。ハポエル・ハツァイルの当初の構成員数はおよそ90人であった。また、ハポエル・ハツァイルはパレスチナで最初の労働者政党であった。
ハポエル・ハツァイルの設立からすぐに、ロシアなどで活動していた労働者政党であるポアレ・ツィオンのパレスチナ支部が設立された。当初、パレスチナにおける労働者政党は統一したものを設立することが意図されていたが、理念の一致や名称の合意が得られず、異なる労働者政党が組織された。
当初、ハポエル・ハツァイルとポアレ・ツィオンは互いを非難するなど論争を繰り広げた。しかし、次第に両政党は距離を縮めていった。1914年までにパレスチナにおけるユダヤ人労働者の数は約1,600人に達し、ハポエル・ハツァイルにもポアレ・ツィオンにも属さない新勢力である「無所属派」も誕生した。

### アフドゥト・ハアヴォダとの競合
第一次世界大戦終結後、パレスチナに第三次アリーヤーが到着した。これを機に統一された労働者政党を創設する動きが加速し、1919年春にアフドゥト・ハアヴォダ（労働連合）が設立された。アフドゥト・ハアヴォダは既存の全ての労働者政党が合同することを意図して設立された。しかし、ハポエル・ハツァイルは政治的野心を持つ労働組合によって労働運動が支配されることを懸念し、参加を拒否した。
ハポエル・ハツァイルはアフドゥト・ハアヴォダと影響力争いを開始した。ハポエル・ハツァイルは労働者の組織化に関心を示していなかったが、アフドゥト・ハアヴォダとの競合のなかで労働組合を創設した。また、パレスチナに到着したユダヤ人移民を港で待ち構えて構成員を奪い合った。
両政党の競争が長引くなかで、構成員の間ではそれらが反生産的であるという考えが広まっていった。1920年7月には消費者連合や疫病基金、職業紹介所といった非政治的な活動を引き継ぐ新たな組織を設立するための全政党委員会が設立され、11月にはヒスタドルート（労働総同盟）が設立された。

### マパイへの合同
ヒスタドルートの設立以来、ハポエル・ハツァイルとアフドゥト・ハアヴォダの距離は接近していた。1929年にはエルサレムでアラブ人によるユダヤ人を標的にした暴動が発生し、これを機に修正主義シオニストが反英・反アラブに傾倒を始めた。こうしたことで両党が結束して社会党勢力を拡大する必要が生じた。
ハポエル・ハツァイルとアフドゥト・ハアヴォダの両党の中には合同への反対意見があったが、合同に先立って行われたレファレンダムではハポエル・ハツァイルの構成員の85%、アフドゥト・ハアヴォダの82%が合同に賛成した。これをもって、1930年1月5日に両党の代表者がテルアビブにおいて合同を行った。しかし、その後も長年にわたってマパイの内部では内部抗争が発生した。

## 組織

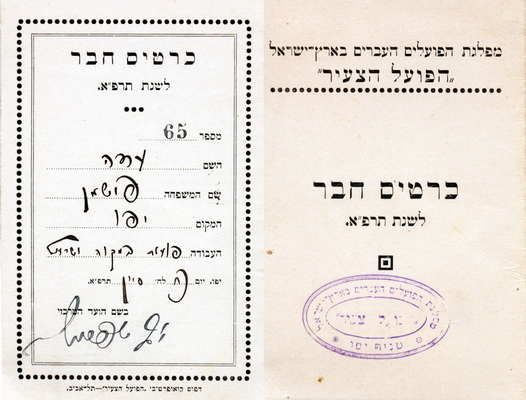
ハポエル・ハツァイルの党員証

ハポエル・ハツァイルの支持は農業労働者の間で有力だった。都市部においては限られた支持しか得られなかったが、作家や教師、知識人の間で支持された。また、海外からの支持も得ており、シオニスト会議ではアフドゥト・ハアヴォダより有力な派閥であった。

## 理論

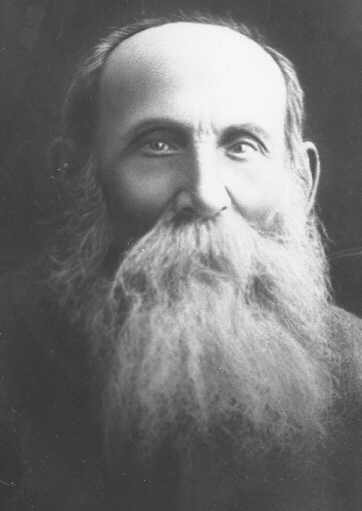
ハポエル・ハツァイルの理論を支えたA・D・ゴルドン

ハポエル・ハツァイルの理論は設立者のひとりであるA・D・ゴルドンに依拠していた。ハポエル・ハツァイルの政策は「労働の征服」という考えが中心となっていた。「労働の征服」は、できるだけ多く、かつ速やかにパレスチナにおけるユダヤ人労働者の数を増やし、労働条件や生活条件を改善するという考えだった。
ハポエル・ハツァイルは建設主義者であり、パレスチナにおけるユダヤ人労働者の環境は世界のどの地域とも異なるものであると認識しており、他の地域からの概念や政策の輸入には反対していた。なおかつハポエル・ハツァイルは実利主義を採っており、社会主義に関する教義論争からは距離を置いた。ハポエル・ハツァイルは肉体労働を精神的、絶対的範疇として強調し、「ユダヤ民族の民族的解放過程に於いて治療価値を有するもの」とした。

### 平和主義
ハポエル・ハツァイルは、平和主義と非暴力主義を掲げていた。ハポエル・ハツァイルの理論家であったA・D・ゴルドンは原則として暴力の使用に反対しており、自衛も極限の状況下でのみ正当であると主張していた。こうしたことから、ハポエル・ハツァイルはユダヤ人防衛組織であるハショメルが設立された際には参加を拒否した。